# Yoar
El monte Yoar (Joar o Ioar en euskera, 1417 m) está situado en el término de Torralba del Río, cerca del Santuario de Nuestra Señora de Codés, en la frontera de las provincias de Álava y Navarra, cerca de las localidades de Santa Cruz de Campezo, Azuelo y Aguilar de Codés. 

## Descripción
Es la cima más alta de la sierra de Codés. En su cumbre hay un importante repetidor. Desde su cumbre se divisa la Ribera y zona media de Navarra, además de La Rioja y Álava.
En la cumbre hay una antena parabólica y más adelante una pequeña cruz. Más abajo, hay una pequeña cabaña hecha de madera donde se puede quedar a dormir, acampar, comer… y además está rodeada de árboles.
En verano suele hacer entre 22 °C para arriba, así que es una buena época para ir a visitar este monte.

## Geografía
El monte Ioar, conocido también como Joar, es una cumbre prominente situada en la Sierra de Codés, un sistema montañoso del noroeste de Navarra que actúa como una divisoria natural entre la Cuenca del Ebro y los valles de la Montaña Alavesa. Con una altitud de 1.414 metros sobre el nivel del mar, es el punto culminante de la Sierra de Codés, que forma parte del sistema Ibérico septentrional.
Geográficamente, el monte Ioar se localiza en la transición entre la región biogeográfica mediterránea y la atlántica, lo que le confiere una variada cubierta vegetal, con especies que van desde encinares y robledales en las cotas inferiores hasta pastizales y matorrales en las zonas más altas.
El relieve del monte se caracteriza por pendientes pronunciadas y abruptos acantilados en algunos sectores, mientras que sus laderas están surcadas por barrancos que drenan hacia el río Ega, un afluente del Ebro, lo que indica que el monte Ioar desempeña un papel importante en la hidrografía local. Desde la cima, se puede apreciar una vasta panorámica que incluye las depresiones intramontañosas de la zona y la llanura aluvial del valle del Ebro.

## REPETIDOR SITUADO EN LA CIMA
En la cima podemos encontrar un repetidor de televisión y radio gestionado por la empresa Itelazpi. En el se difunden señales tanto de televisión como de radio y comunicaciones críticas y telemétricas para empresas que operan en entornos exigentes. La torre principal cuenta con sistemas de balizamiento tanto nocturno como diurno. 